# Abbádidák

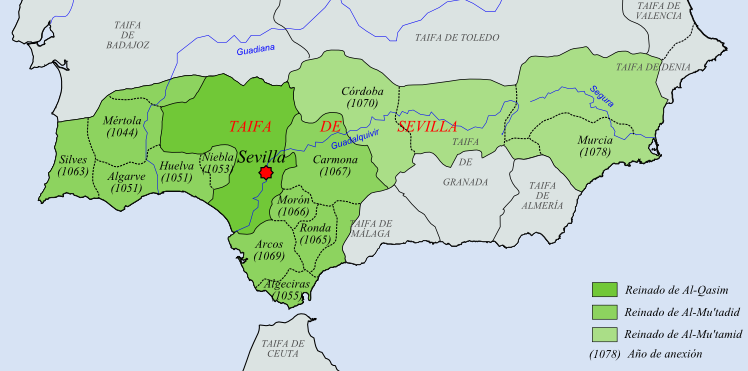
A sevillai táifa (részfejedelemség) legnagyobb kiterjedése idején

Az Abbádidák (arabul بنو عباد, tudományos átiratban Banū ʿAbbād) egy arab származású muszlim uralkodóház tagjai voltak, akik az Ibériai-félsziget délnyugati részét uralták Sevilla (Isbílija) központtal 1023-tól 1090-ig az ún. táifák (részfejedelemségek) időszakában. Államukat az Omajjádok vezette Córdobai Kalifátus felbomlását kihasználva hozták létre, és hatalmuk a magrebi berber Almorávidák hódításának esett áldozatul.

## A kezdetek
A córdobai székhelyű omajjád kalifák hatalmának megroggyanását kihasználva Sevilla kádija, Abu l-Kászim Muhammad ibn Abbád 1023-ban maga is uralkodói titulust vett fel. Az első időkben névleg elismerte a córdobai Hammúdidák főségét, de rövidesen formálisan is önállósodott. 1042-ben bekövetkezett haláláig uralta tartományát, miközben folyamatosan küzdött Córdoba új urai, a Dzsahvaridák és más dél-andalúziai hadurak ellen. A trónon a fia, Abu Amr Abbád követte, aki rövidesen felvette a kalifai csengésű al-Mutadid billáh nevet.

## Terjeszkedés
Al-Mutadid ambiciózus és tehetséges uralkodó volt, aki intenzív terjeszkedésbe kezdett nyugat felé, amelynek keretében elfoglalta Niebla és Mértola városát. Erre több másik város, köztük Badajoz, Algeciras, Granada és Málaga fejedelme szövetkezett ellene, ő pedig hosszas háborúba kezdett a badajozi Aftaszidák ellen. Az eredménytelen küzdelem a Dzsahvaridák közvetítésével ért véget 1051-ben. Ezalatt al-Mutadid további nyugati hódításokkal gyarapodott: megszerezte Huelvát és Saltes szigetét, valamint Silvest és Santa Maria de Algarve városát. Hódításait eleinte azzal igazolta, hogy azt állította: megtalálta az évekkel korábban eltűnt II. Hisám córdobai kalifát, és az ő birodalmát kívánja helyreállítani. Néhány kisebb, berber fejedelemség úgy döntött, hogy elismeri az állítólagosan élő kalifa és a sevillai fejedelem főségét, de al-Mutadid 1053-ban vendégségbe hívta és megfojtatta őket a fürdőben, így Ronda, Arcos de la Frontera és Morón de la Frontera is a kezére került, Sevillától keletre.
Ezzel kivívta a granadai zírida fejedelem, Bádísz ibn Habbúsz haragját. A kitörő háborúban al-Mutadid újabb sikereket aratott: meghódította a hammúdida Algecirast Gibraltár közelében, majd Córdoba meghódítására indította Iszmáíl nevű trónörökösét. Ő ehelyett fellázadt és Algecirasban megpróbált önállósodni, de apja legyőzte és megölette. Ezután Muhammad nevű fia lett a trónörökös, akit a granadai berber uralom ellen fellázadt málagai arabok felmentésére küldött, de az vereséget szenvedett és Rondába menekült. Amikor al-Mutadid 1069-ben meghalt, a muszlim Hispánia (al-Andalusz) egyik leghatalmasabb fejedelemségét hagyta hátra, amely a mai Spanyolország és Portugália déli területeinek jelentős részét ellenőrizte.
Muhammad nevű fia követte a trónon, aki az al-Mutamid nevet vette fel. Neki 1070-ben sikerült elragadnia Córdobát a Dzsahvaridáktól, és a városba Abbád nevű fiát küldte helytartónak. 1075-ben azonban al-Mamún toledói fejedelem elragadta a várost és megölette a herceget, a bosszúszomjas sevillai uralkodónak pedig csak 1078-ban sikerült visszafoglalnia a várost utódjától. A hadjárat eredményeképpen a Guadianától délre eső toledói birtokok sevillai kézbe kerültek. Ugyanebben az évben Ibn Ammár, al-Mutamid vezírje szövetséget kötött II. Rajmund Berengár barcelonai gróffal, és meghódította Murciát, messze keletre Sevillától. Ibn Ammárnak rövidesen menekülnie kellett, de végül elfogták és átadták korábbi urának, aki kivégeztette.

## A bukás
Miközben Sevilla hatalma folyamatosan nőtt délen, egyre nagyobb fenyegetés jelentkezett a keresztény északi királyságok felől. VI. Alfonz kasztíliai király már korábban évi adó megfizetésére kötelezte al-Mutamidot, 1082-ben pedig az adószedőit ért sérelmekre válaszul egészen a Gibraltári-szoros partján lévő Tarifa városáig feldúlta a fejedelemséget. 1085-ben bevette Toledót, és nyomban követelni kezdte a fejedelemség korábban sevillai kézre került területeit. A fenyegetést érzékelve az andalúziai muszlimok összefogtak és közösen kérték Júszuf ibn Tásufín, a Magrebet nemrég egyesítő berber uralkodó segítségét, aki 1086-ban át is kelt a tengeren, és a zallákai csatában győzelmet aratott a spanyol hadak felett. Mivel azonban hamarosan visszatért Afrikába, a keresztény hadak ismét zaklatni kezdték a muszlim területeket, ezért al-Mutamid személyesen kereste fel Júszufot, hogy ismét segítséget kérjen tőle.
1088-ban az almorávida seregek ismét partra szálltak Hispániában, és megkezdték Aledo ostromát, de végül Júszuf ibn Tásufín úgy döntött, hogy szövetségesei ellen fordul. 1090-ben seregei sorra elfoglalták az Abbádidák városait: Tarifát, Córdobát, Carmonát, végül magát Sevillát, hiába védekezett hősiesen al-Mutamid. A fejedelmet családjával együtt előbb Tanger-ba, majd Mekneszbe, végül a Marrákes közelében lévő Agmátba telepítették, ahol sanyarú körülmények között halt meg 1095-ben.

## Abbádida uralkodók
- Abu l-Kászim Muhammad ibn Abbád (1013-1042)
- Abu Amr Abbád ibn Muhammad al-Mutadid bi-l-láh (1042-1069)
- Muhammad ibn Abbád al-Mutamid ala l-láh (1069-1090)